# Lista över fornlämningar i Solna kommun
Lista över fornlämningar i Solna kommun är en förteckning av ett urval av de fornlämningar som finns i Solna kommun.

## Solna
| Namn                                    | Lämningstyp     | Tillkomsttid | Historisk indelning | Plats                | Läge                 | ID-nr          | Bild                                      |
| --------------------------------------- | --------------- | ------------ | ------------------- | -------------------- | -------------------- | -------------- | ----------------------------------------- |
| Solna 3:1                               | Gravfält        |              | Solna, Uppland      |                      | 59.363715, 17.999092 | 10008800030001 | Ladda upp en till bild av detta fornminne |
| Upplands runinskrifter 124 (Solna 4:1)  | Runristning     |              | Solna, Uppland      | Karlbergs slottspark | 59.341914, 18.021664 | 10008800040001 | Ladda upp en till bild av detta fornminne |
| Solna 10:1                              | Gravfält        |              | Solna, Uppland      |                      | 59.386054, 17.991292 | 10008800100001 | Ladda upp en till bild av detta fornminne |
| Solna 11:1                              | Gravfält        |              | Solna, Uppland      |                      | 59.388095, 17.992799 | 10008800110001 | Ladda upp en bild av detta fornminne      |
| Solna 12:1                              | Hög             |              | Solna, Uppland      |                      | 59.388569, 17.998624 | 10008800120001 | Ladda upp en bild av detta fornminne      |
| Solna 13:1                              | Gravfält        |              | Solna, Uppland      |                      | 59.388862, 17.997183 | 10008800130001 | Ladda upp en till bild av detta fornminne |
| Solna 18:1                              | Gravfält        |              | Solna, Uppland      |                      | 59.382498, 18.009266 | 10008800180001 | Ladda upp en bild av detta fornminne      |
| Solna 19:1                              | Gravfält        |              | Solna, Uppland      |                      | 59.384189, 18.007276 | 10008800190001 | Ladda upp en bild av detta fornminne      |
| Lings grav (Solna 21:1)                 | Obestämbar      |              | Solna, Uppland      |                      | 59.223052, 18.011333 | 10008800210001 | Ladda upp en till bild av detta fornminne |
| Upplands runinskrifter 121 (Solna 23:1) | Runristning     |              | Solna, Uppland      |                      | 59.366325, 18.019397 | 10008800230001 | Ladda upp en till bild av detta fornminne |
| Solna 24:2                              | Vägmärke        |              | Solna, Uppland      |                      | 59.215545, 18.011796 | 10008800240002 | Ladda upp en till bild av detta fornminne |
| Solna 30:2                              | Slott/herresäte |              | Solna, Uppland      |                      | 59.364418, 18.035435 | 10008800300002 | Ladda upp en till bild av detta fornminne |
| Solna 41:1                              | Gravfält        |              | Solna, Uppland      |                      | 59.386278, 18.006155 | 10008800410001 | Ladda upp en bild av detta fornminne      |
| Solna 50:1                              | Minnesmärke     |              | Solna, Uppland      |                      | 59.203204, 18.011970 | 10008800500001 | Ladda upp en till bild av detta fornminne |
| Solna 55:1                              | Stensättning    |              | Solna, Uppland      |                      | 59.377908, 18.045303 | 10008800550001 | Ladda upp en bild av detta fornminne      |
| Solna 56:1                              | Stensättning    |              | Solna, Uppland      |                      | 59.377907, 18.052378 | 10008800560001 | Ladda upp en till bild av detta fornminne |
| Solna 56:2                              | Stensättning    |              | Solna, Uppland      |                      | 59.378001, 18.052145 | 10008800560002 | Ladda upp en till bild av detta fornminne |
| Solna 62:1                              | Minnesmärke     |              | Solna, Uppland      |                      | 59.203322, 18.012079 | 10008800620001 | Ladda upp en till bild av detta fornminne |
| Solna 87:1                              | Hällristning    |              | Solna, Uppland      |                      | 59.380310, 17.980830 | 10008800870001 | Ladda upp en bild av detta fornminne      |
| Solna 91:1                              | Stensättning    |              | Solna, Uppland      |                      | 59.390376, 17.969452 | 10008800910001 | Ladda upp en bild av detta fornminne      |